# Aleksander Soemarokov

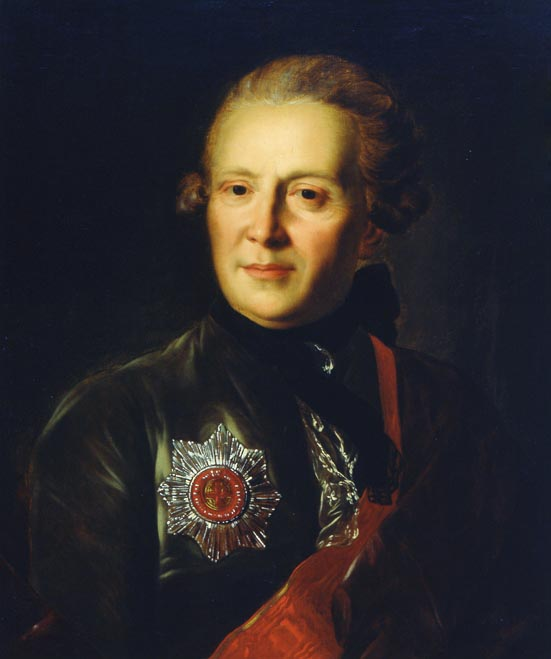
Soemarokov, door Fjodor Rokotov

Aleksander Petrovitsj Soemarokov (Russisch: Александр Петрович Сумароков) (Sint-Petersburg, 25 november 1717 – Moskou, 12 oktober 1777) was een Russisch schrijver, dichter en dramaturg.

## Leven en werk
Soemarokov stamde uit de hoge Russische adel en kreeg een opleiding aan de cadettenschool te Sint-Petersburg. Na zijn studie was hij even officier, maar trad al snel als tragedieschrijver in dienst bij de staatsschouwburg te Moskou, waarvan hij later (van 1756 tot 1761) directeur was. In 1759 startte hij het satirische maandblad ‘De Arbeidzame Bijl’.
Soemarokov wordt wel gezien als de grondlegger van het Russische theater, in de traditie van de verlichting (hij wordt wel de Russische Racine genoemd). Zijn negen tragedies (verschenen tussen 1747 en 1769) vertonen alle kenmerken van het klassieke genre: drie eenheden, conflict tussen rede en hartstocht, tussen staatsbelang en persoonlijk geluk. Ze hebben alle een strenge moraal, waarbij de deugd triomfeert.
Soemarokov schreef ook nog twaalf komedies, waarbij duidelijk de invloed van de commedia dell'arte merkbaar is.
Als dichter wordt Soemarokov gezien als de tegenstander van Lomonosov, Lomonosov beschouwde de dichtkunst als een plechtige uiting van geestdrift, Soemarokov zag het als de eenvoudige uiting van gevoelens ‘die het menselijk hart doen trillen’. Hij oogstte veel succes met zijn liederen (‘Pesni’), die in ongedwongen taal het lief en leed van jonge mensen bezingen.
Soemarokov schreef ook een groot aantal idyllen en fabels. In 1755 schreef hij het libretto bij de eerste Russischtalige opera: Altsesta, door Francesco Araja. Soemarokov staat er ook om bekend erotische motieven in de Russische literatuur te hebben ingevoerd.
Na een conflict met de autoriteiten raakte Soemarokov uitgerangeerd en hij stierf vereenzaamd en berooid.

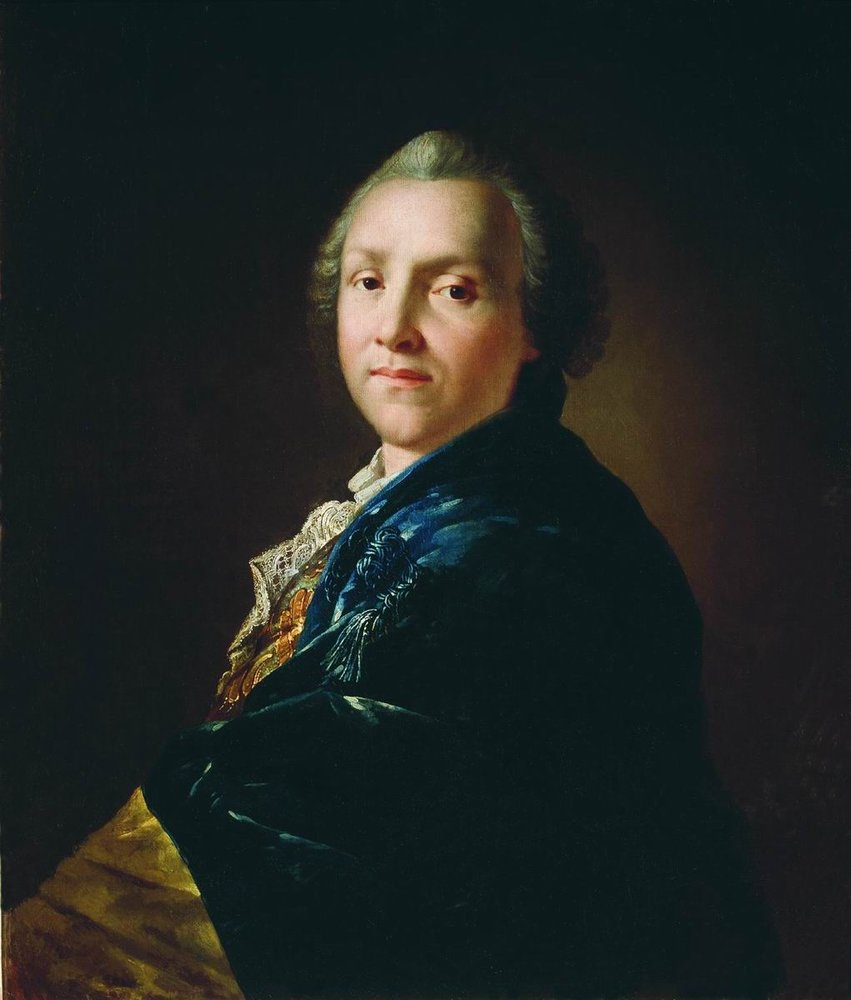
Portret door Anton Losenko

## Gedicht (fragment)
Tevergeefs tracht ik mijn hartepijnen te maskeren,

Tevergeefs zie ik er rustig uit. 

‘k Ben geen ogenblik in staat om te kalmeren, 

Het is overmacht waarop ik stuit. 

’t Zwoegen van mijn borst, de tranen in mijn ogen

Leggen zonneklaar mijn lijden bloot; 

O je hebt een farce gemaakt van al mijn pogen, 

Jij, wolf, hebt mijn vrije wil gedood.
(vertaling: Peter Zeeman}